# Tahsin İncirci
Tahsin İncirci (* 1938 in Devrek; gestorben vor dem oder am 8. April 2024 in Berlin) war ein türkischer Komponist, Chorleiter, Violinist und Dozent für Geige an der Leo-Borchard-Musikschule in Berlin.

## Leben
İncirci kam Anfang der 1960er-Jahre mit einem DAAD-Stipendium nach Deutschland. Davor hatte er in Ankara die Musiklehrerabteilung des dortigen Gazi Instituts absolviert und war anschließend ein Jahr lang Musiklehrer am Gymnasium. In Deutschland studierte er zunächst zwei Semester an der Musikakademie Detmold und ging anschließend nach Berlin an die Hochschule der Künste (HdK, heute: UdK). Er studierte im Hauptfach Violine und in den Nebenfächern Komposition und Chorleitung.
Von 1970 bis 1972 war er Orchestermitglied der Staatlichen Oper und des Rundfunk-Kammerorchesters in Istanbul, bevor er 1973 wieder nach West-Berlin zurückkehrte und dort die Gründung des Türkischen Arbeiterchors einleitete. Zu dieser Zeit erschienen auch die 23 Violin-Duos über türkische Volksweisen beim Robert-Lienau-Verlag Berlin (West).
Im Jahr 1977 erfolgte die Uraufführung seines Oratoriums Das Epos vom Scheich Bedreddin im Sender Freies Berlin (SFB).
Die erste LP mit eigenen Kompositionen beim Pläne Verlag erschien 1979. Zwei Jahre später unternahm er eine Tournee mit Sümeyra und Lutz Görner unter dem Titel Ich liebe mein Land durch die BRD und West-Berlin. Mit Renan Demirkan konzipierte er das Projekt ... aber es kamen Menschen ... im Schauspielhaus Nürnberg. Er gründete außerdem das Ensemble Kreuzberger Freunde.
Tahsin İncirci komponierte Bühnenmusiken in Zusammenarbeit mit dem Regisseur Vasif Öngören in Amsterdam und auch für das türkische Theater Tiyatrom für die Stücke Pir Sultan und Bozkirdirligi.
Während eines sechsmonatigen Aufenthalts in Paris 1991 arbeitete er mit der Theatergruppe Le comédien du peuple zusammen. Von 1997 bis 2002 leitete er das Ensemble der türkischen klassischen Musik Berlin.
Seit 2005 spielte er neben seiner beruflichen Tätigkeit im Duo Divan mit dem Jazzpianisten Wolfgang Köhler. Tahsin İncirci lebte in Berlin.

## Werke (Auswahl)
- 1979: LP Lieder aus der Fremde / Lieder für den Frieden. Solistin: Sümeyra.
- 1981: Buch Musik in der Türkei (Express Edition West-Berlin).
- 1985: MC Meine Lieder sind für dich mit dem Ensemble Kreuzberger Freunde und der Sängerin Sema.
- 1986: LP Wir kommen weit her ... bei Trikont München.